# Jorge Pérez López
Jorge Nicolás Pérez López (Huaraz, Perú; 14 de noviembre de 1921-Lima, 14 de marzo de 2018), conocido como El Carreta, fue un cantante, guitarrista y compositor peruano, de importante presencia en la historia de la música criolla.

## Biografía
Jorge Pérez nacido en Huaraz, en 1921, fue hijo Silvio Pérez y de Rosa López. Cuando tenía 6 meses, sus padres decidieron viajar a Lima, residiendo en la calle Tumbes del Distrito del Rímac. A los cinco años su padre los abandonó. Estudió en el Colegio Quimper, pero al enfermar su madre regresarían a su tierra natal, retornando a la capital a los 17 años. Trabajó en el Banco de Crédito, siendo dirigente de la Federación Bancaria.

### Carrera musical
Empezó a cantar siendo empleado bancario y compuso el himno de la Federación Bancaria. En un viaje a Chile se hizo conocido cantando y tuvo oportunidad de escuchar el programa La hora del bancario. Se hizo la promesa de replicarlo en el Perú, consiguiendo hacerlo mediante un programa dominical en Radio Colonial. En este programa aparece el músico Lucho Garland con quien inicia su carrera musical en 1950, como primera voz y segunda guitarra del conjunto aficionado Los Bancarios. En 1952 el conjunto se transforma en Los Troveros Criollos —inicialmente pensado en Los Bancarios Criollos— para poder participar en el concurso radial de chocolates El Tigre organizado por Radio América. El 18 de julio de 1952 son galardonados con el primer lugar del concurso con el tema «Vecinita». A partir de entonces fueron contratados para participar tres veces por semana en audiciones en vivo de esa emisora, provocando largas colas del público deseoso de conocerlos. Tan solo un año después y ya gozando de amplia popularidad, formaron una alianza artística con el compositor Mario Cavagnaro. Sus temas de replana, como «Yo la quería patita», «Carretas aquí es el tono» y otros, causaron sensación y batieron todos los récords de audiencia y venta de discos.
Grabó y estrenó uno de los primeros videoclips grabados en el Perú con la canción «Yo la quería patita». El vídeo fue rescatado, restaurado y compartido por el Archivo Peruano de Imagen y Sonido (ARCHI), quienes fecharon el estreno de la pieza audiovisual en mayo de 1955. Fue grabado en los alrededores del Paseo de Aguas en el distrito del Rímac y mostraba al Carreta cantando en un bar, además de escenas de la Lima de antaño, así como un par de parroquianos —uno de ellos el actor Enrique Victoria—.
En 1954 se separa de Los Troveros Criollos, actuando como solista, haciéndose conocido como El Carreta —término del tema «Yo la quería patita» que inicia con «No se haga de rogar Carreta...»—.
Como compositor dejó valses como «Monserrate», «Cómo te quiero negra» y «Cómo cambian las cosas».
En los años 1970 condujo el programa Danzas y canciones del Perú, que se emitió durante varias temporadas por Panamericana Televisión.
Fue distinguido por la Organización de los Estados Americanos como embajador musical del Perú y también por la Municipalidad de Santiago de Surco como Vecino Surcano Preferente. Por su labor también fue elegido como «adulto mayor destacado» por «convertir la adultez mayor, en oportunidad para dar un gran salto y aprovechar su enorme potencial creativo», reconocimiento colectivo otorgado por Enrique Zileri, Salomón Lerner, Alfredo Ferrero Diez-Canseco, entre otras personalidades periodísticas y políticas.
Con los años, por su edad, el «Carreta» Jorge Pérez sufrió de una sordera parcial, condición que lo hizo alejarse de los escenarios, residiendo en los Estados Unidos. De visita al Perú, falleció en Lima, a las 7:30 horas del miércoles 14 de marzo de 2018. Sus restos fueron velados en el velatorio San Rafael de la iglesia Sagrado Corazón de Jesús en Santiago de Surco, para luego ser cremados en un cementerio local.

## Discografía
1. Los Troveros Criollos
2. Los Troveros Criollos – Música Peruana
3. Los Troveros Criollos y Mario Cavagnaro
4. Al fondo hay sitio
5. Perú y yo